# Almersbach

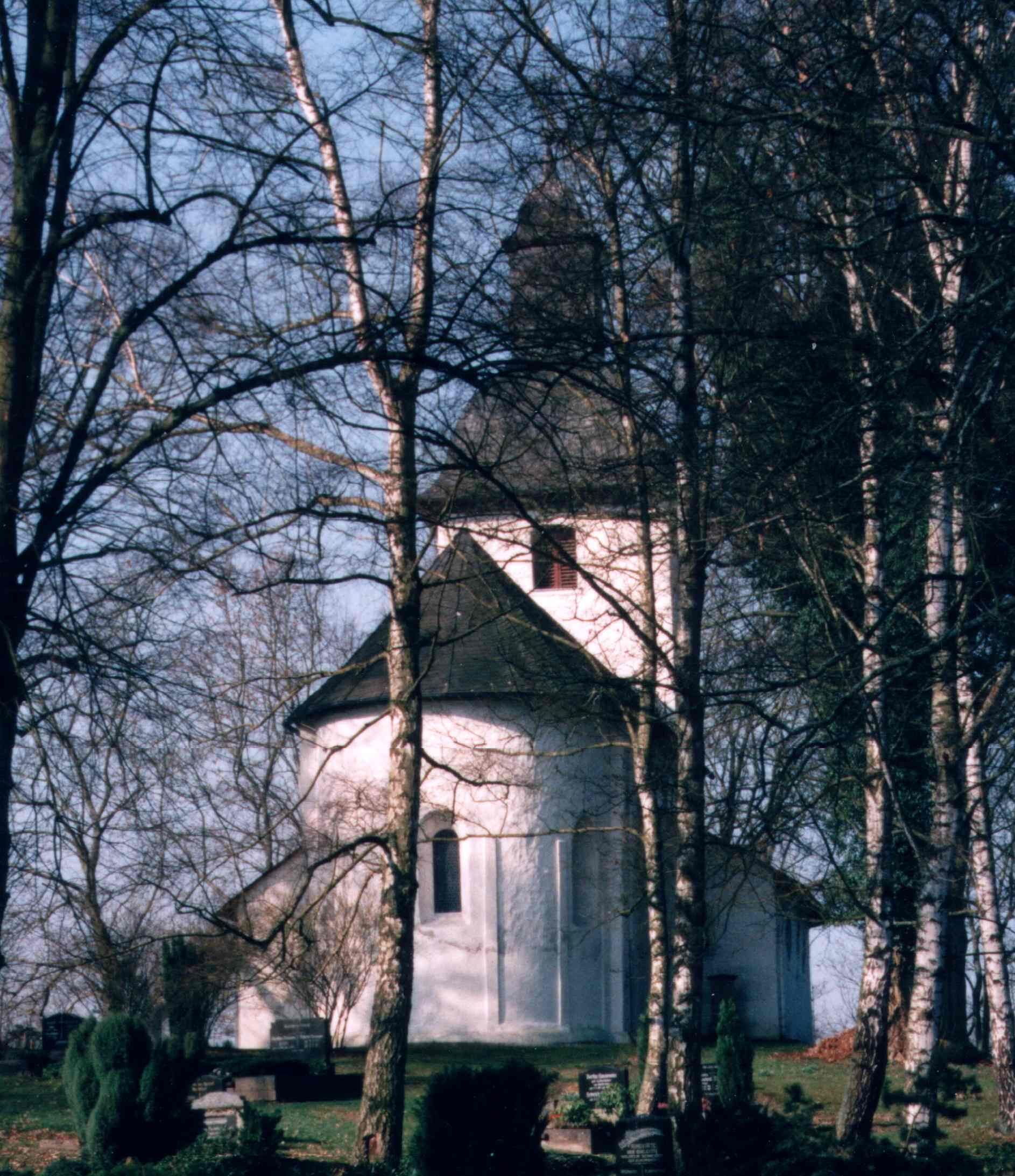
Romanische Basilika in Almersbach

Almersbach ist eine Ortsgemeinde im Landkreis Altenkirchen (Westerwald) in Rheinland-Pfalz. Sie gehört der Verbandsgemeinde Altenkirchen-Flammersfeld an.

## Geographische Lage
Die Gemeinde Almersbach liegt im Tal der Wied und auf den das Tal umgebenden Anhöhen etwa zwei Kilometer südlich der Kreisstadt Altenkirchen. Weitere Nachbarorte sind Fluterschen im Süden und Schöneberg im Südwesten. Durch den Ort fließt der Almersbach, der hier im Norden der Gemeinde als linker Nebenfluss in die Wied mündet.

## Geschichte
Eine erste Mitteilung über Kirchspiel und Dorf Almersbach findet sich in einer von Papst Innozenz III. genehmigten Steuerliste des Bonner Cassius-Stifts aus dem Jahre 1199. Danach fehlt Almersbach bis ca. 1330 in den Steuerlisten der Erzbistümer Köln und Trier. Erst um das Jahr 1330 erscheint der Ort samt Pfarrei zum Dekanat Engers gehörend in der Taxa generalis subsidiorum cleri Trevirensis. Die Almersbacher Kirche muss also nach dem Jahr 1200 bis zur Zeit vor dem Jahr 1330 „eigenständig“ verwaltet worden sein. Im Januar 1261 begegnen wir dem ersten namentlich genannten Geistlichen zu Almersbach: Ein Walter, Priester (sacerdos) zu Almersbach tritt in der Abtei Marienstatt als Zeuge einer Beurkundung auf. Die Zeugenfolge lässt den Schluss zu, dass der Sacerdos Walter von der Abtei Marienstatt nach Almersbach abgeordnet worden war. In den Jahren 1534 und 1553 (also nach mehr als 300 Jahren Unterbrechung) stellt das Bonner Cassius-Stift im Namen des Dekanats Siegburg erneut Ansprüche auf das Patronats- und Kollationsrecht für Almersbach. -  In den Grundmauern des Klosters, das nach der These eines Heimatforschers und des Volksmundes in Almersbach gestanden haben soll, sind wohl die Fundamente eines alten und geräumigen Pfarrhofs zu vermuten. Innerhalb des ummauerten Pfarrhofs dürfte ein Hospiz für die Handelsleute und Pilger gestanden haben, denn Almersbach lag im Mittelalter an der bedeutenden Köln-Frankfurter-Straße, die unterhalb der Kirche die Wied durchquerte.
Ab 1343 war das Dorf Sitz eines Schiedsgerichtes. Graf Wilhelm I. von Wied erhielt am 7. Februar 1357 durch Kaiser Karl IV. Stadtrechte für Almersbach. Die Grafen zu Wied verpfändeten Kirchspiel und Dorf Almersbach 1459 an Sayn, lösten es aber 1483 wieder ein. Als Mitgift der wiedischen Grafentochter Johannetta kam das Kirchspiel 1489 endlich an Sayn.
1561 kam es zur Einführung der Wittenberger Reformation durch die Grafen von Sayn. Diese starben 1606 im Mannesstamm aus. Als am 12. September 1605 Graf Wilhelm von Sayn-Wittgenstein-Sayn die Regierung der Grafschaft übernahm, verfügte er den Übergang zum reformierten Bekenntnis. 1623 überließ sein Sohn Graf Ernst der Stiefmutter Anna Ottilie von Nassau-Saarbrücken das Kirchspiel Almersbach als Wittum, 1629 wurde Almersbach Witwenvermögen der Gräfin Louise Juliane. Nach deren Tod im September 1670 fiel Almersbach über Sayn-Altenkirchen an das Herzogtum Sachsen-Weimar-Eisenach. Zur Jahreswende 1688 wurde das Dorf von durchziehenden französischen Truppen geplündert und eingeäschert. 1747 erhielten die Einwohner des Kirchspiels Almersbach die landesherrliche Erlaubnis zum Bau einer Getreidemühle. Schon 1741 hatten die Markgrafen von Brandenburg-Ansbach die Grafschaft Sayn-Altenkirchen geerbt, 1791 traten diese die Grafschaft an Preußen ab, das Sayn-Altenkirchen infolge des Reichsdeputationshauptschlusses im Februar 1803 an das Fürstentum Nassau-Usingen (von 1806 an Herzogtum Nassau) abgeben musste. Mit dem Wiener Kongress 1815 fiel Sayn-Altenkirchen wieder an Preußen und ging als Kreis Altenkirchen im preußischen Regierungsbezirk Koblenz auf. Kirchspiel und Dorf Almersbach wurden der Bürgermeisterei Altenkirchen zugeordnet. Mit dem Landkreis Altenkirchen kam Almersbach 1946 zu Rheinland-Pfalz.
Das seit 1784 an der Wied betriebene und zur Papierfabrik erweiterte Hammerwerk erwarb 1838 der Solinger Fabrikant Ferdinand Jagenberg. 1893/94 wurde an der Koblenz-Olper Provinzialstraße ein neues Schulhaus errichtet, das bis zur Schließung der Schule im Jahre 1966 genutzt wurde. 1922 wurde das Dorf elektrifiziert und auch der Spiel- und Sportverein Almersbach/Fluterschen wurde gegründet. Die Nationalsozialisten planten zunächst eine Zusammenlegung der Dörfer Almersbach und Fluterschen, dann die Gemeinde Almersbach nach Altenkirchen einzugemeinden, doch der Kriegsbeginn durchkreuzte diese Vorhaben. Im Zuge der rheinland-pfälzischen Verwaltungsreform von 1969 gab es seitens der Landesregierung erneut die Idee zur Eingemeindung der Gemeinden Almersbach, Helmenzen, Mammelzen und Michelbach nach Altenkirchen. Doch der damalige Altenkirchener Stadtbürgermeister Emil Haas sprach sich dagegen aus.

### Bevölkerungsentwicklung
| Jahr | Einwohner                  |
| ---- | -------------------------- |
| 1576 | 5 Räuche, 19 Kommunikanten |
| 1582 | 9 Räuche                   |
| 1667 | 1 Rauch                    |
| 1745 | 6 Feuerstellen             |
| 1787 | 16 Haushalte               |

Die Entwicklung der Einwohnerzahl von Almersbach seit 1815, die Werte von 1871 bis 1987 beruhen auf Volkszählungen:
| Jahr | Einwohner |
| 1815 | 41        |
| 1835 | 82        |
| 1871 | 158       |
| 1905 | 176       |
| 1939 | 257       |
| 1950 | 410       |

| Jahr | Einwohner |
| 1961 | 378       |
| 1970 | 365       |
| 1987 | 442       |
| 1997 | 480       |
| 2005 | 459       |
| 2023 | 398       |

### Toponomastik
Der Ort trägt einen Gewässernamen. Die in der alteuropäischen Hydro- und Toponomie häufig anzutreffenden Wurzel al- bedeutet fließen, strömen, die Wurzel -mers weist auf ein Sumpfgebiet.
Analog zu anderen Ortsnamen der Umgebung, die ebenfalls auf -bach ausgehen, etwa Michelbach oder Ingelbach (Ingel ist Kurzform zu Engelhard), könnte der Ortsname auch auf eine Person weisen, die hier Fisch- und Wasserrechte besaß. Almer ist eine Kurzform des germanischen Personennamens Adelmar. Als genetivus possessivus Almer-s-bach bezeichnet es beispielsweise das Besitzverhältnis der Rechte am Gewässer.

## Politik

### Gemeinderat
Der Gemeinderat in Almersbach besteht aus acht Ratsmitgliedern, die bei der Kommunalwahl am 9. Juni 2024 in einer Mehrheitswahl gewählt wurden, und dem ehrenamtlichen Ortsbürgermeister als Vorsitzendem.

### Ortsbürgermeister
Klaus Quast wurde 1999 Ortsbürgermeister von Almersbach. Bei der Direktwahl am 26. Mai 2019 wurde er mit einem Stimmenanteil von 80,41 % und am 9. Juni 2024 mit 75,5 % der Stimmen ohne Gegenkandidat jeweils für weitere fünf Jahre in seinem Amt bestätigt.

### Wappen
| Wappen von Almersbach | Blasonierung: „Unten goldenen Zinnenschildhaupt von Rot über Gold durch einen silber-blauen Wellenbalken geteilt, oben ein blau bewehrter und gezungter goldener leopardierter Löwe, unten ein betagleuchteter roter Kirchturm, begleitet vorn von einem roten Hammer, hinten von einem roten Mühlrad.“ |
| Wappen von Almersbach | Wappenbegründung: Bei der Gestaltung des Wappens sollten sowohl die Stadtrechte symbolisiert werden wie das Flüsschen Wied und der der Ortschaft namengebende Almersbach, an deren Ufern die Gemeinde liegt. Ebenso berücksichtigt wurden die spätromanische Kirche und das alte Hammerwerk im Tal der Wied. Das Wappen der Gemeinde wurde von der Grafikerin Elke Nechen unter Mitwirkung der Historikerin Kirsten Seelbach gestaltet. Die Genehmigungsurkunde wurde am 25. März 2004 ausgestellt. Im Rahmen einer Einwohnerversammlung wurde das Wappen am 27. Mai 2004 eingeführt. |

## Persönlichkeiten
- Johann Peter Reusch (1691–1758), Philosoph und lutherischer Theologe
- Otto Jagenberg (1861–1937), Unternehmer der Papierindustrie